# Strait-Jacket
Strait-Jacket (bra: Almas Mortas; prt: Volúpia do Crime) é um filme estadunidense de 1964, dos gêneros terror e suspense psicológico, dirigido por William Castle, e estrelado por Joan Crawford.
A trama retrata na história de uma mulher que, tendo assassinado seu marido e sua amante décadas antes, torna-se suspeita de uma série de assassinatos cometidos com um machado após sua alta de um hospital psiquiátrico.
O filme foi o primeiro de dois escritos por Bloch e dirigidos por Castle, sendo o segundo "The Night Walker" (1964). O enredo do filme faz uso do método de abuso psicológico conhecido como gaslighting.

## Sinopse
Lucy Harbin (Joan Crawford) tem uma solução para o adultério – um machado. Então, quando ela encontra seu marido Frank (Lee Majors) na cama com outra mulher, ela os assassina. Infelizmente, sua filha, Carol (Diane Baker), testemunha o feito. Lucy é julgada criminalmente insana e passa os próximos 20 anos em um hospital psiquiátrico. Depois de sair, enquanto sente-se perturbada por pesadelos e flashbacks de seu ato, Lucy torna-se a principal suspeita de vários assassinatos que estão ocorrendo na região – e todos da mesma forma que ela fizera anos antes.

## Elenco
- Joan Crawford como Lucy Harbin
- Diane Baker como Carol Cutler
- Leif Erickson como Bill Cutler
- Howard St. John como Raymond Fields
- John Anthony Hayes como Michael Fields
- Rochelle Hudson como Emily Cutler
- George Kennedy como Leo Krause
- Edith Atwater como Sra. Allison Fields
- Mitchell Cox como Dr. Anderson
- O filme apresentou a primeira participação cinematográfica de Lee Majors, no papel não-creditado de Frank Harbin, marido de Lucy.[6]

## Produção

### Desenvolvimento
Após o sucesso de "What Ever Happened to Baby Jane?" (1962), Joan Crawford e outras atrizes mais velhas – como Bette Davis e Barbara Stanwyck – apareceram em muitos filmes de terror ao longo dos anos 1960. "Strait-Jacket" é um dos exemplos do subgênero psico-biddy, que convencionalmente apresentam uma mulher mais velha, anteriormente glamourosa, que se torna mentalmente desequilibrada e aterroriza as pessoas ao seu redor.

### Escolha de elenco
Crawford substituiu Joan Blondell no papel de Lucy Harbin depois que Blondell se machucou em casa antes das filmagens e não pôde cumprir com o compromisso. As negociações de Crawford incluíram a aprovação do roteiro e do elenco, um salário de US$ 50.000 e 15% dos lucros. Anne Helm, que foi originalmente escalada para o papel de Carol, foi substituída por Diane Baker, supostamente por insistência de Crawford. Baker e Crawford trabalharam juntas anteriormente no filme "The Best of Everything" (1959). Baker afirmou que a atriz original de seu papel, Anne Helm, possuía vários problemas com Crawford. De acordo com Baker, Crawford disse: "Não estava dando certo, ela não tinha ritmo, ela não estava entendendo, ela não olhava em meus olhos, ou ela não estava trabalhando da maneira que eu queria trabalhar".

### Promoção
Durante o lançamento original do filme, os espectadores receberam pequenos machados de papelão ao entrar na sala de cinema. No final dos créditos de encerramento do filme, a mulher que segura a tocha no logotipo da Columbia é mostrada em sua pose tradicional, mas decapitada, com sua cabeça ao lado de seus pés no pedestal.

## Recepção

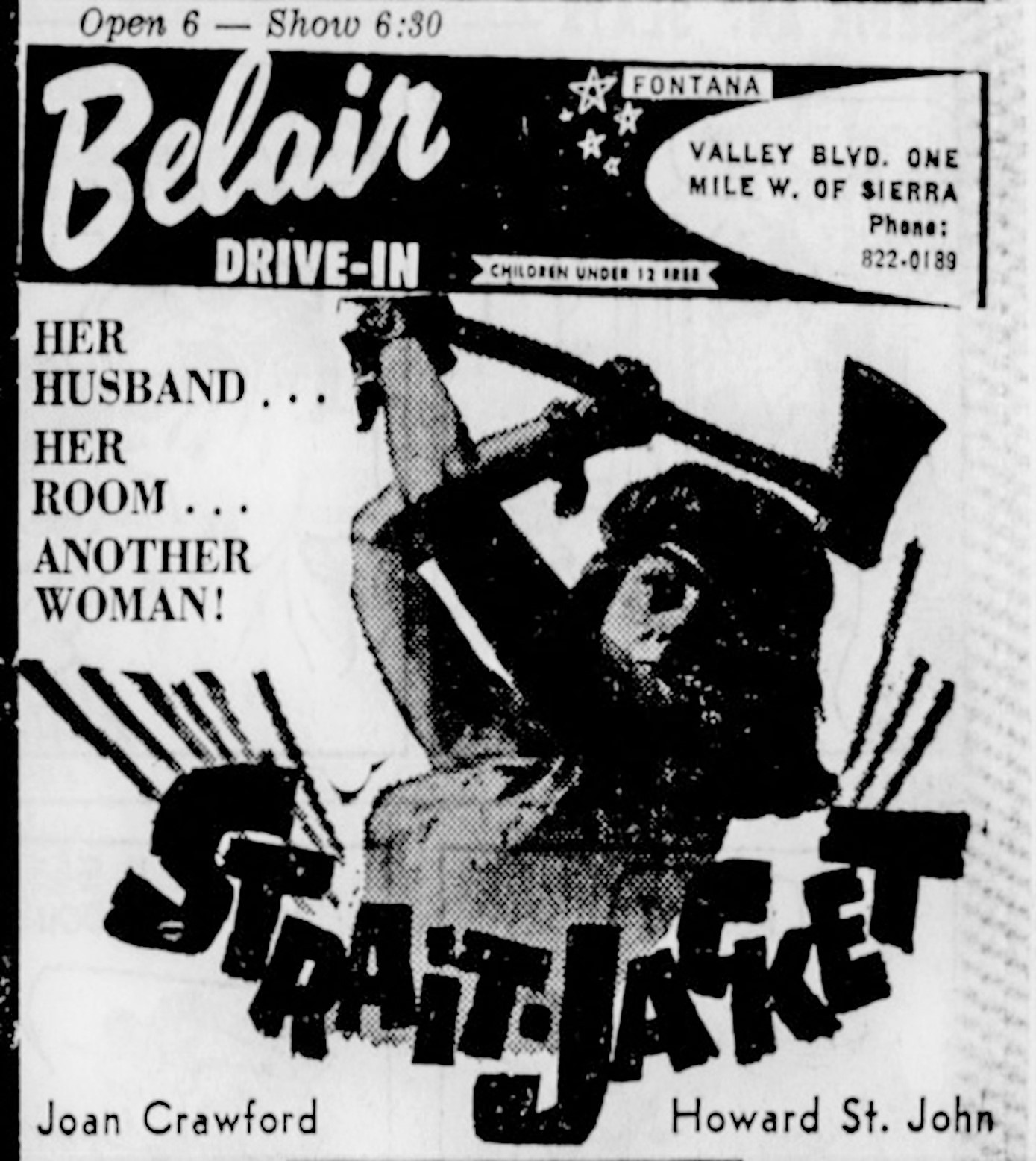
Propaganda de 1964 de um cinema drive-in.

O filme recebeu críticas mistas da crítica especializada. Enquanto a maioria elogiou o desempenho de Crawford, o consenso crítico geral é que ela, na verdade, era melhor do que o material. A revista Variety observou: "A Srta. Crawford se sai bem em seu papel, apresentando um desempenho animado". Judith Crist, em sua crítica para o New York Herald Tribune, comentou que "é hora de tirar Joan Crawford daqueles filmes B de terror caseiro e fazê-la voltar para a alta costura ... este conto de loucura e assassinato ... poderia ter sido um suspense, dado o tratamento de Classe A". Elaine Rothschild, em sua crítica para a revista Films in Review, escreveu: "Estou cheia de admiração por Joan Crawford, pois mesmo em bobagens como esta, ela dá uma performance".
Bosley Crowther, no entanto, escreveu uma crítica contundente sobre o filme e a atuação de Crawford para o The New York Times, declarando: "Joan Crawford colheu alguns limões, alguns limões muito azedos, em sua época, mas quase o pior de todos é Strait-Jacket. Ele continua, chamando o filme de "uma besteira nojenta". Richard L. Coe, para o The Washington Post, também odiou a produção, chamando-a de "provavelmente o pior filme do ano ... Fora o absurdo da trama e a previsibilidade arrepiante de falas e situações, Strait-Jacket é imperdoável por suas cenas de violência".
O filme está listado no livro do fundador do Framboesa de Ouro, John Wilson, "The Official Razzie Movie Guide", como um dos "100 filmes ruins mais divertidos já feitos". No Rotten Tomatoes, site agregador de críticas, 89% das 9 críticas do filme são positivas, com uma classificação média de 6,6/10.

### Bilheteria
Auxiliado pelos truques de promoção de Castle, incluindo aparições físicas de Crawford, o filme foi um grande sucesso, arrecadando US$ 2.195.000 mundialmente.

## Mídia doméstica
Em 12 de março de 2002, o filme foi lançado em DVD para a Região 1. Em 4 de fevereiro de 2014, o filme foi relançado em DVD para Região 1 como parte do programa on-line "Sony Pictures Choice Collection".
Em 21 de agosto de 2018, o filme foi lançado em Blu-ray, pela Shout! Factory. Em 2 de outubro de 2018, a Mill Creek Entertainment também lançou o filme em Blu-ray junto com "Berserk!" (1967).

## Legado
Um trecho do filme é visto em uma cena de "Serial Mom" (1964), de John Waters.
A promoção de "Strait-Jacket" pelo estúdio, o diretor e Crawford é abordada no episódio "Hagsploitation", da série de televisão "Feud: Bette and Joan" (2017).